# William J. Fetterman

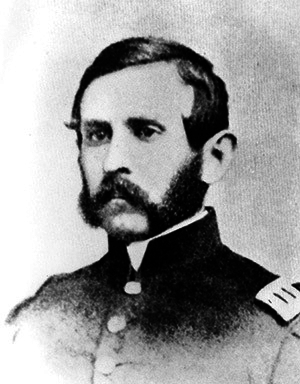
William J. Fetterman

William Judd Fetterman (Cheshire, ca. 1833 – 21 december 1866) was een officier in het United States Army tijdens de Amerikaanse Burgeroorlog en de daaropvolgende Red Cloud's oorlog op de Great Plains. Fetterman werd gedood samen met zijn commando van 80 man in het Fettermans gevecht.

## Biografie
Fetterman, geboren in 1833 in Cheshire, Connecticut, was de zoon van legerluitenant George Fetterman en Anna Maria Judd. George Fetterman studeerde op 1 juli 1827 af aan West Point en diende bij de artillerie van het leger. Ten tijde van William's geboorte was luitenant Fetterman toegewezen aan Fort Trumbull, New London, Connecticut.
Op 26 april 1835 overleed William's moeder Anna Judd Fetterman. Een jaar later, op 31 mei 1836, nam William's vader George Fetterman na negen jaar militaire dienst ontslag en keerde terug naar Pittsburgh, Pennsylvania. Daar werkte hij als civiel ingenieur en diende hij in de militie van Pennsylvania. George Fetterman stierf in 1844 in Pittsburgh..

### Militaire carrière
Fetterman meldde zich op 14 mei 1861 in Delaware bij het leger van de Union Army en werd meteen benoemd tot eerste luitenant.  Hij diende de hele oorlog bij het 18e Infanterieregiment  en werd tweemaal onderscheiden voor verdienstelijke dienst en dapper gedrag, waarbij hij de oorlog beëindigde als luitenent-kolonel bij brevet.
Tijdens de Atlantacampagne in 1864 voerde Fetterman het bevel over het 2e bataljon van het 18e Infanterieregiment. Volgens het verslag van Fetterman in de Official Records, vocht het 2e Bataljon bij Buzzard Roost Gap en Resaca. In gevechten bij Pickett's Mill op 31 mei leed het bataljon een verlies van een officier en 33 gewonden. Het bataljon vocht bij Kennesaw Mountain en nam deel aan een aanval die een linie van geconfedereerde schuttersputten overrompelde op 4 juli.
Na de oorlog koos hij ervoor om in het reguliere leger te blijven en werd hij aangesteld als kapitein in het 2e Bataljon van het 18e Infanterieregiment. In november 1866 was het regiment gestationeerd in Fort Phil Kearny, met als taak het beschermen van immigranten die naar de goudvelden van Montanaterritorium reisden langs de Bozeman Trail. Fetterman pochte naar verluidt dat hij met 80 soldaten “door de hele Sioux-natie kon rijden”..

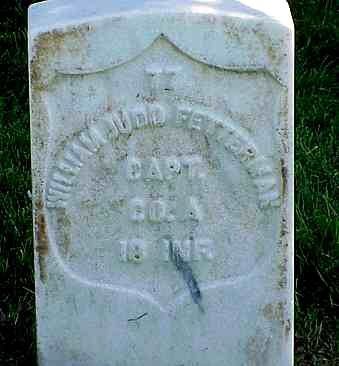
William J. Fetterman's grafsteen, Little Bighorn National Cemetery

Op 21 december 1866 viel een grote bende Cheyenne en Sioux - waaronder Crazy Horse - onder leiding van Red Cloud in de buurt van het fort een groep soldaten aan die hout ophaalde. Ondanks zijn onbekendheid met de omstandigheden aan de grens en de methoden van indianengevechten, nam Fetterman het bevel op over een samengestelde reactiemacht bestaande uit de voormalige kwartiermeester van het bataljon, kapitein Frederick Brown, tweede luitenant George Grummond, 49 soldaten van het 18de infanterieregiment, 27 mannen van het 2e Cavalerieregiment en twee burgerscouts, in totaal 80 man. Fetterman negeerde de orders van fortbevelhebber Henry B. Carrington om zich niet voorbij Lodge Trail Ridge te wagen en zo uit het zicht van het fort te verdwijnen. Hij achtervolgde een kleine groep Sioux en werd in een hinderlaag gelokt. Hij kwam tegenover ongeveer 2000 Indianen te staan. Binnen 20 minuten waren Fetterman en zijn commando weggevaagd.
Het Fettermans gevecht, zoals de ontmoeting bekend werd, was de op één na beruchtste nederlaag, na die van Custer in 1876 tijdens de slag bij de Little Bighorn. Het leidde tot het ontslag van Fettermans bevelhebber, Henry B. Carrington, die aanvankelijk de schuld kreeg van de ramp, maar uiteindelijk werd vrijgesproken.
Fetterman ligt begraven op de nationale begraafplaats bij het Little Bighorn Battlefield National Monument. Hij was nooit getrouwd en liet geen erfgenamen na.

## Legatie

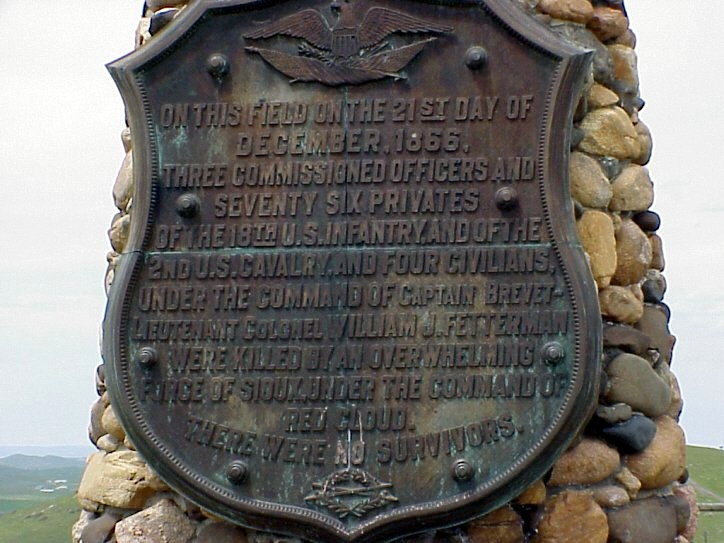
Fettermans grafplaat

In 1867 wees het leger een nieuwe buitenpost in het Dakotaterritorium aan als “Fort Fetterman” ter ere van de gedode officier. Er is ook een Fetterman Street en Fetterman Drive in Laramie.